# 장기군
| Daedongyeojido (Gyujanggak) 16-01.jpg |
| Daedongyeojido (Gyujanggak) 17-01.jpg |

장기군(長鬐郡)은 현재의 경상북도 포항시 남구 일부와 경주시 일부를 관할하던 옛 행정 구역이다. 1914년에 영일군과 경주군에 분할 편입되어 폐지되었다.

## 역사
- 신라의 지답현(只沓縣)이었다.
- 757년 기립현(鬐立縣)으로 개칭하고 의창군(義昌郡 : 흥해)의 영현이 되었다.
- 고려 태조 13년(930년) 장기현으로 개칭하였고, 현종 9년(1018년)에 경주의 속현이 되었다.
- 공양왕 2년(1390년) 감무를 파견하여 주현으로 승격하였다.
- 1895년 23부제 시행으로 동래부 장기군이 되었다가, 이듬해 경상북도 장기군이 되었다.
- 1906년 경주군 동해면을 내남면과 양남면으로 분면하여 편입하였다.
- 1914년 3월 1일 양북면(내남면의 개칭)과 양남면을 경주군에 환원하고 나머지 지역은 영일군에 편입되어 폐지되었다.

## 1914년 이후
| 조선총독부령 제111호 |               | |
| 구 행정구역 | 신 행정구역   | 신 행정구역 |
| 장기군 현내면(縣內面) | 영일군 장기면 | 계원리, 금곡리, 두원리, 마현리, 방산리, 산서리, 수성리, 신창리, 양포리, 영암리, 읍내리, 임중리                                                                                                 |
| 장기군 서면(西面) | 영일군 봉산면 | 금오리, 대곡리, 대진리, 모포리, 서촌리, 신계리, 정천리, 죽정리, 창지리, 학계리, 학곡리 |
| 장기군 외북면(外北面) | 영일군 창주면 | 강사리, 구룡포리, 눌태리, 대보리, 삼정리, 석병리, 후동리 |
| 장기군 내북면(內北面) | 영일군 창주면 | 공당리, 구평리, 병포리, 상정리, 성동리, 장길리, 중산리, 중흥리, 하정리 |
| 장기군 내남면(內南面) 안포리/전동리 일부, 구길리, 권리동, 상정리/고라리, 노동리, 가곡리/대본리, 두산리, 범곡리, 봉길리, 송전리, 안동리, 어일리/신기리, 연동리/오류동/창사리, 중기리/와읍리, 용담리/원당리, 용동리, 입천리, 장항리/(경주군 외동면)상신리 일부, 전동리 일부, 장진동/전촌리/법동리, 죽전리, 팔조리, 호동리, 호암리 | 경주군 양북면 | 감포리, 구길리, 권이리, 나정리, 노동리, 대본리, 두산리, 범곡리, 봉길리, 송전리, 안동리, 어일리, 오류리, 와읍리, 용당리, 용동리, 입천리, 장항리, 전동리, 전촌리, 죽전리, 팔조리, 호동리, 호암리 |
| 장기군 양남면(陽南面) 기구리, 나산리, 나아리, 상계리, 상라리, 서동리, 석촌리, 석읍리, 수렴리, 신대리 일부, 신서리, 읍천리/죽전리, 하서리, 환서리, 효동리 | 경주군 양남면 | 기구리, 나산리, 나아리, 상계리, 상라리, 서동리, 석촌리, 석읍리, 수렴리, 신대리, 신서리, 읍천리, 하서리, 환서리, 효동리                                                                         |

## 같이 보기
- 장기면
- 포항시
- 경상도
- 경상북도